# Once in a Lifetime (canción)
«Once in a Lifetime» es una canción interpretada por la banda estadounidense de rock Talking Heads. La canción fue producida y coescrita por Brian Eno, y fue publicada como el sencillo principal del cuarto álbum de estudio de la banda Remain in Light (1980).
Eno y Talking Heads desarrollaron «Once in a Lifetime» a través de extensas sesiones de jams, inspirados en músicos afrobeat como Fela Kuti. Las letras y la voz de David Byrne se inspiraron en predicadores que pronunciaban sermones. El video musical, dirigido por Byrne y Toni Basil, presenta a Byrne bailando erráticamente sobre imágenes de rituales religiosos.
«Once in a Lifetime» obtuvo la certificación de oro en el Reino Unido en 2021. Una versión en vivo, tomada de la película de concierto de 1984 Stop Making Sense, se ubicó en 1986 en el Billboard Hot 100. NPR nombró a «Once in a Lifetime» como una de las 100 obras musicales estadounidenses más importantes del siglo XX. El Salón de la Fama del Rock and Roll la incluye como una de las “500 canciones que dieron forma al rock and roll”, y Rolling Stone la clasificó en el puesto #28 en su lista de 2021 de “Las 500 mejores canciones de todos los tiempos”.

## Lanzamiento
«Once in a Lifetime» fue publicado el 30 de enero de 1981 como el sencillo principal del cuarto álbum de estudio de la banda Remain in Light. Alcanzó el puesto #14 en el UK Singles Chart y el #24 en el Single Top 100. En enero de 2018, fue certificado con un disco de plata en el Reino Unido y en abril de 2021 fue certificado con un disco de oro. Una versión en vivo, tomada de la película de concierto de 1984 Stop Making Sense, alcanzó el número #91 en el Billboard Hot 100 de los Estados Unidos en 1986. Al comienzo del confinamiento por la pandemia de COVID-19 en los Estados Unidos, «Once in a Lifetime» alcanzó la posición #10 en Rock Digital Song Sales.

## Legado
En 1996, Kermit the Frog interpretó «Once in a Lifetime» en Muppets Tonight mientras vestía el “gran traje” de Byrne e imitaba sus bailes de Stop Making Sense. En 2000, NPR nombró a «Once in a Lifetime» como una de las 100 obras musicales estadounidenses más importantes del siglo XX. En 2016, el Salón de la Fama del Rock and Roll la incluyó como una de las “500 canciones que dieron forma al Rock and Roll”, y Malcolm Jack escribió en The Guardian que la canción “es una cosa de poder vertiginoso, belleza y misterio [...] suena como nada más en la historia del pop”.
En 2018, el músico Travis Morrison apareció en All Songs Considered de NPR, donde seleccionó «Once in a Lifetime» como una “canción perfecta” y dijo: “La letra es asombrosa; no tienen sentido y son totalmente significativas al mismo tiempo. Eso es tan buenas como las letras de rock”. En 2021, Rolling Stone clasificó a "Once in a Lifetime" en el puesto #28 en su lista de “Las 500 mejores canciones de todos los tiempos”.
En 1989, los lectores de Spin votaron el videoclip «Once in a Lifetime» como el sexto mejor de la década de 1980. En 2003, el crítico de la BBC Chris Jones describió el video musical de «Once in a Lifetime» como “hilarante” y “tan convincente como lo fue en 1981”. En 2021, Rolling Stone lo nombró el 81.° mejor video musical de todos los tiempos.

## Posicionamiento

### Versión original
| Gráfica (1980–81)                                     | Pico de posición |
| ----------------------------------------------------- | ---------------- |
| Australia (ARIA Charts)                               | 23               |
| Canadá (RPM Top Singles)                              | 28               |
| Estados Unidos (Billboard Bubbling Under the Hot 100) | 103              |
| Irlanda (Irish Singles Chart)                         | 16               |
| Países Bajos (Single Top 100)                         | 24               |
| Reino Unido (UK Singles Chart)                        | 14               |

| Gráfica (2020)                                     | Pico de posición |
| -------------------------------------------------- | ---------------- |
| Estados Unidos (Billboard Rock Digital Song Sales) | 10               |

### Versión en vivo
| Gráfica (1984–86)                  | Pico de posición |
| ---------------------------------- | ---------------- |
| Estados Unidos (Billboard Hot 100) | 91               |
| Países Bajos (Single Top 100)      | 22               |
| Nueva Zelanda (Recorded Music NZ)  | 15               |

## Certificaciones y ventas
| País              | Certificación | Ventas  |
| ----------------- | ------------- | ------- |
| Reino Unido (BPI) | Oro           | 500,000 |